# Blepharita stigmatica
Blepharita stigmatica är en fjärilsart som beskrevs av Achille Guenée 1852. Blepharita stigmatica ingår i släktet Blepharita och familjen nattflyn. Inga underarter finns listade i Catalogue of Life.